# Huguette Caland

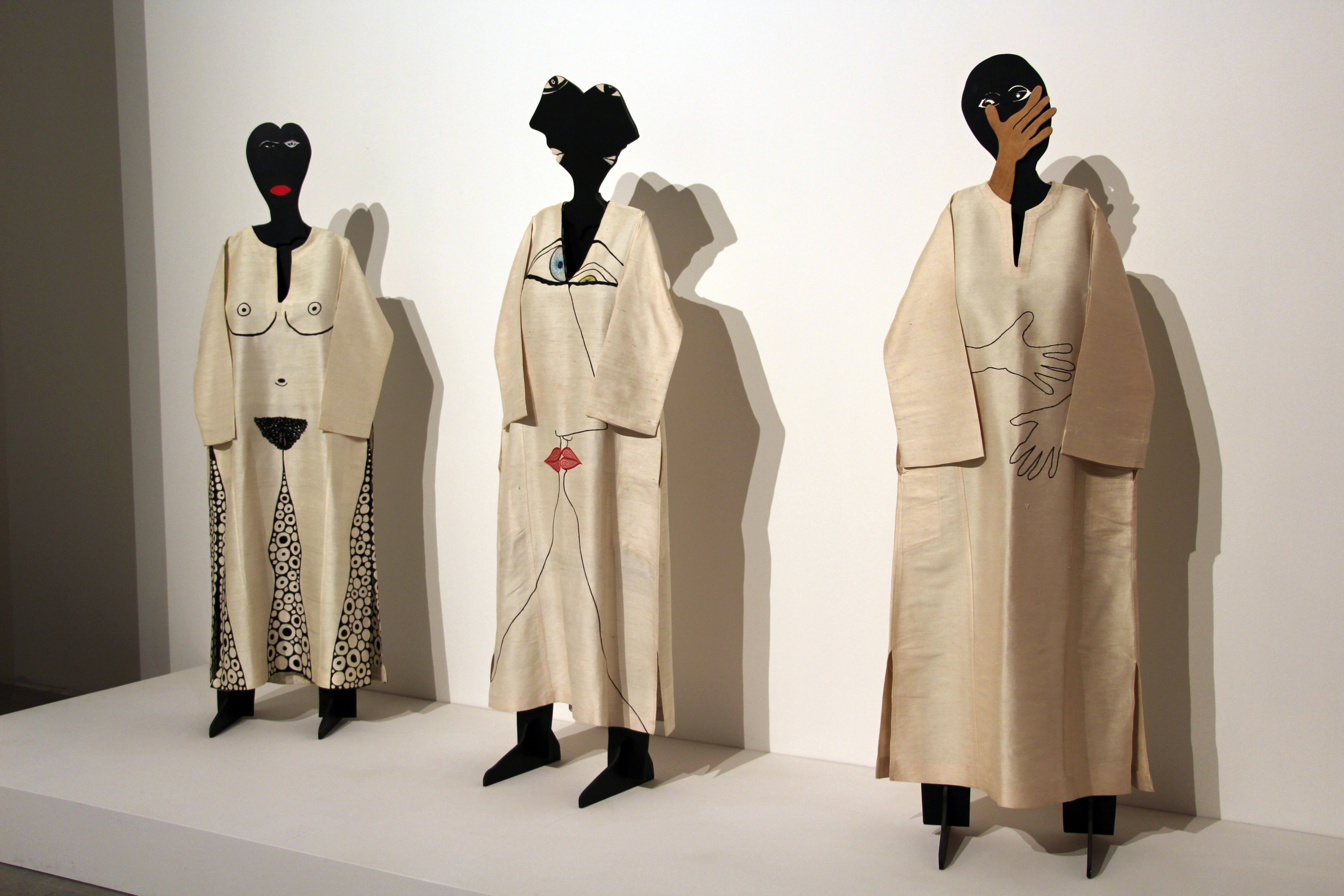
Prace Huguette Caland na Międzynarodowej Wystawie Sztuki w Arsenale di Venezia

Huguette Caland z d. al-Churi, arab. أوغيت الخوري (ur. 19 stycznia 1931 w Bejrucie, zm. 23 września 2019 tamże) – libańska malarka abstrakcjonistka, rzeźbiarka i projektantka mody, córka prezydenta Biszary al-Churi.

## Życiorys
Urodziła się 19 stycznia 1931 w Bejrucie w Libanie jako Huguette al-Churi. Była córką Biszary al-Churi, pierwszego prezydenta Libanu od czasu uzyskania przez ten kraj niepodległości od Francji w 1943.
W wieku 16 lat zainteresowała się malarstwem i zaczęła się szkolić u włoskiego artysty Fernando Manettiego. W 1964 rozpoczęła studia na wydziale sztuki Uniwersytetu Amerykańskiego w Bejrucie, które ukończyła w 1968. Została abstrakcjonistką. W 1970 w Dar Al-Fan w Bejrucie odbyła się jej pierwsza wystawa.
W 1970 przeprowadziła się do Paryża, gdzie zasłynęła ze swoich projektów kaftanów, tkanin dekoracyjnych i barwionych ubrań. W 1979 miała miejsce jej premierowa prezentacja serii strojów islamskich Nour, będącej częścią kolekcji Pierre’a Cardina. Na początku lat 80. nawiązała współpracę z rumuńskim rzeźbiarzem George’em Apostu, który umożliwił jej stworzenie serii granitowych i terakotowych rzeźb.
W 1988 przeprowadziła się na stałe do Stanów Zjednoczonych i zamieszkała w Venice w Kalifornii, gdzie założyła własne studio.
Jej prace były wystawiane między innymi w Paryżu, Santa Monica, Nowym Jorku i Waszyngtonie, a także w Szwajcarii, na Węgrzech i w Zjednoczonych Emiratach Arabskich. W 1986 znalazły się na wystawie The Arab World Today zorganizowanej przez UNESCO. Jej obrazy są również częścią stałej wystawy Centre Georges Pompidou i Biblioteki Narodowej Francji w Paryżu, Muzeum Brytyjskiego w Londynie oraz Los Angeles County Museum of Art.
Za jedno z jej największych osiągnięć uważa się serię obrazów “Bribes de Corps”, tworzoną od lat 70. i przedstawiającą zaokrąglone formy przypominające fragmenty kobiecej anatomii.
W 2006 zaczęła odczuwać problemy neurologiczne. W ich wyniku w 2013 straciła możliwość malowania. W tym samym roku przeprowadziła się do rodzinnego Bejrutu z powodu choroby męża, który zmarł niedługo potem. Caland pozostała w stolicy Libanu, gdzie zmarła 23 września 2019.

## Życie prywatne
W 1952 poślubiła Libańczyka francuskiego pochodzenia Paula Calanda, którego znała od dwunastego roku życia. Było to niezgodne z tradycją, ponieważ Francuzi byli uważani przez wielu Libańczyków za kolonizatorów. W dodatku jej mąż był synem politycznego przeciwnika jej ojca. Jeszcze przed wyprowadzeniem się z Libanu w 1970 razem z Paulem Calandem miała dwóch synów, Pierre’a i Philippe, oraz córkę o imieniu Brigitte.